# A 30 secondi dalla fine
A 30 secondi dalla fine (Runaway Train) è un film del 1985 diretto da Andrej Končalovskij, regista sovietico alla sua nona opera. Il soggetto è del regista giapponese Akira Kurosawa. La sceneggiatura è in parte opera dello scrittore e attore Edward Bunker, che recita nel film.
Fu presentato in concorso al Festival di Cannes 1986.

## Trama
Nel carcere di massima sicurezza di Stonehaven, in Alaska, Oscar Mannheimer, detto Manny, che ha appena scontato tre anni in cella di isolamento per ripetuto tentativo di evasione, è ritenuto dagli altri detenuti una sorta di eroe. Egli riesce a fuggire con il giovane scapestrato Buck, condannato per stupro, avventurandosi tra il gelo e la neve. Ranken, lo spietato direttore del carcere con un particolare rancore nei confronti di Manny e che aveva tentato di far uccidere da un detenuto, si mette sulle loro tracce, mentre questi riescono a raggiungere la ferrovia e salire a bordo di un convoglio merci, formato da quattro potenti locomotori.
Essi però sono ignari che il macchinista è morto per un attacco cardiaco, non prima di lanciarsi dal treno e allertare il personale, il quale dalla sala controllo tenta invano di fermare il convoglio, con manovre azzardate.
Nella disavventura si aggiunge Sara, giovane operaia rimasta a dormire su una delle locomotive. Essa suggerisce ai fuggiaschi di raggiungere la prima locomotiva per togliere l'alimentazione e far rallentare il treno ma, disattivata la terza, si scopre che la porta per accedere alla prima è inesorabilmente bloccata.
Ranken intanto, accertatosi che i fuggitivi sono su quel treno, tenta di raggiungerli calandosi con un elicottero sulla prima locomotiva.
Manny, per una questione personale, decide di lasciare Buck e Sara per affrontare Ranken da solo. Dopo un furioso combattimento corpo a corpo, Manny riesce a ammanettare l'altro a un'asta di metallo. Il direttore lo supplica di premere il tasto del freno d'emergenza, spiegandogli che il treno viaggia su un binario morto e presto si schianteranno.
A dispetto delle suppliche di Buck, Manny sgancia la prima locomotiva con una pericolosissima manovra, salvando gli altri due, felice di morire solo con il suo acerrimo nemico, oramai ridotto all'impotenza. Il film si conclude con una citazione dal Riccardo III di Shakespeare, che recita: "Non c'è belva tanto feroce che non abbia un cuore e qualche senso di pietà. Ma io non ne ho alcuno, sicchè non sono una belva."

## Produzione
Prima apparizione cinematografica dell'attore Danny Trejo, che diede lezioni di boxe a Eric Roberts e comparve come pugile durante un incontro all'interno del carcere proprio contro Roberts.

## Riconoscimenti
- 1986 - Premio Oscar
  - Nomination Miglior attore protagonista a Jon Voight
  - Nomination Miglior attore non protagonista a Eric Roberts
  - Nomination Miglior montaggio a Henry Richardson
- 1986 - Golden Globe
  - Miglior attore in un film drammatico a Jon Voight
  - Nomination Miglior film drammatico
  - Nomination Miglior attore non protagonista a Eric Roberts